# Dorothée Gilbert
Pour les articles homonymes, voir Gilbert.
Répertoire
Le Lac des cygnes. La Sylphide...
Scènes principales
Opéra national de Paris
Dorothée Gilbert, née le 25 septembre 1983 à Toulouse, est une danseuse française.
Elle est étoile du ballet de l’Opéra de Paris.

## Formation
Après avoir commencé la danse au Conservatoire à rayonnement régional de Toulouse, en 1990, à l'âge de sept ans, Dorothée Gilbert échoue une première fois au concours d'entrée de l'école de danse de l'Opéra de Paris en 1994.
Dorothée Gilbert est acceptée à l'École de Danse en 1995, en quatrième division.
Elle confesse une scolarité un peu difficile, qui ne l'empêchera pourtant pas de décrocher un rôle important dans le spectacle de fin d'année en deuxième division, et d'interpréter le rôle-titre de l'Oiseau de Feu l'année suivante.

## Dans le ballet de l'Opéra national de Paris
En 2000, à 17 ans, Dorothée Gilbert est engagée dans le corps de ballet, première du concours d'entrée.
Dorothée Gilbert est promue coryphée en 2002, et aborde son premier rôle de soliste, la Demoiselle d'Honneur de Don Quichotte.
Elle est promue sujet en 2004 et première danseuse en 2005, en présentant une variation imposée tirée de Roméo et Juliette de Rudolf Noureev, et une variation libre extraite de la Carmen de Roland Petit.

## Danseuse étoile
Dorothée Gilbert est nommée étoile le 19 novembre 2007, à l'âge de 24 ans, à l'issue d'une représentation de Casse-Noisette dans un décor unique et sans costumes pour cause de grève. Cette soirée, elle dansait avec Manuel Legris.

## Sur scène
En 2002, elle remporte un franc succès avec le rôle de Kitri, dans Don Quichotte, et fait ses preuves sur la scène de l'Opéra Garnier avec seulement une représentation.
Dorothée Gilbert triomphe en 2006 en dansant le rôle de Gamzatti dans La Bayadère, aux côtés d'Aurélie Dupont, alors étoile très appréciée du public.
Elle fait partie du groupe « Manuel Legris et ses étoiles », auquel participent également Stéphane Bullion, Mathieu Ganio, Hervé Moreau, Mathilde Froustey ou Eleonora Abbagnato. Le groupe effectue des tournées à l'étranger autour de l'étoile Manuel Legris. Dorothée Gilbert interprète ainsi pour la première fois le rôle d'Odette et Odile dans Le Lac des cygnes à l'occasion d'une représentation au Japon.
En 2007, Alec Grant la choisit pour incarner Lise dans sa recréation de La Fille mal gardée (version de Frederick Ashton), après avoir créé Donizetti Pas de Deux (une chorégraphie de Manuel Legris) avec Mathieu Ganio.
En mai 2009, elle interprète avec un grand succès le rôle principal de Tatiana, dans Onéguine, alors que ce ballet entre pour la première fois au répertoire de l'Opéra de Paris (les héritiers de John Cranko veillant au grain quant aux travaux effectués avec ses ballets, ils s'attachent à vérifier et autoriser eux-mêmes les différents danseurs souhaitant les interpréter : la prise de ce rôle est donc considérée comme une sorte de privilège) ; deux mois plus tard, elle fait partie de la tournée de l'Opéra de Paris en Australie, y présentant son travail du rôle de Gamzatti dans La Bayadère.
Au mois de décembre de 2009, le théâtre de Palerme l'invite à incarner le rôle principal de sa production de La Belle au bois dormant, alors même qu'elle assure plusieurs représentations de Casse-Noisette (dont la première du ballet) à Paris.
Dorothée Gilbert se blesse lors du premier semestre 2010 mais, rapidement rétablie, elle participe en mars à la tournée de l'Opéra de Paris au Japon et y danse notamment Giselle (en plus du rôle de l'une des Sœurs dans Cendrillon).
Très appréciée en Italie, elle y est de nouveau invitée entre avril et juillet, interprétant Coppélia à Messine, San Remo et Acqui.
Elle crée en juillet le rôle d'Anne d'Autriche dans la nouvelle production de Pierre Lacotte, Les Trois Mousquetaires, aux côtés de Mathieu Ganio (le Roi), Mathias Heymann (d'Artagnan) ou encore d'Evguenia Obraztsova (Constance Bonacieux).
Quelques mois plus tard, entre deux galas (Gala des Étoiles du XXIe siècle à Moscou et Toronto), elle est invitée à Rio de Janeiro pour y danser Don Quichotte, avec Marcelo Gomez de l'American Ballet Theatre.
Cette même année, elle interprète en mai Nikiya dans La Bayadère tout en reprenant sur d'autres dates le rôle de Gamzatti. Le mois suivant, elle danse dans La Petite Danseuse de Degas, à l'occasion d'une représentation diffusée en direct dans le réseau européen de cinémas. En mars 2011, la prestation de Dorothée Gilbert dans le rôle principal de Coppélia est diffusée la même manière.
Lors de l'inauguration de la saison 2011-2012 de l'Opéra de Paris, Dorothée Gilbert participe à la création du rôle-titre de Psyché , le ballet chorégraphié pour la compagnie par Alexeï Ratmansky et, dès le mois d'octobre, est invitée à Hanoï pour interpréter l'acte III de Raymonda et le pas de deux de Diane et Actéon (avec Stéphane Bullion). Elle danse pour la première fois le rôle principal de Cendrillon et retrouve celui d'Onéguine à Paris, participe à la tournée de la compagnie à Biarritz, tout en étant conviée à Amsterdam, Athènes et Salerne.
Durant la saison 2012-2013, Dorothée Gilbert se blesse avant la captation de La Bayadère, et reprend le rôle de Giselle lors de la tournée de l'Opéra aux États-Unis (Washington, Chicago & New-York). Dès le mois de septembre, elle est invitée à Rome par l'Opéra de Rome pour danser Juliette dans le Roméo & Juliette de Patrice Bart, elle est Kitri pour la captation télévisée de Don Quichotte (diffusée sur Arte en janvier)

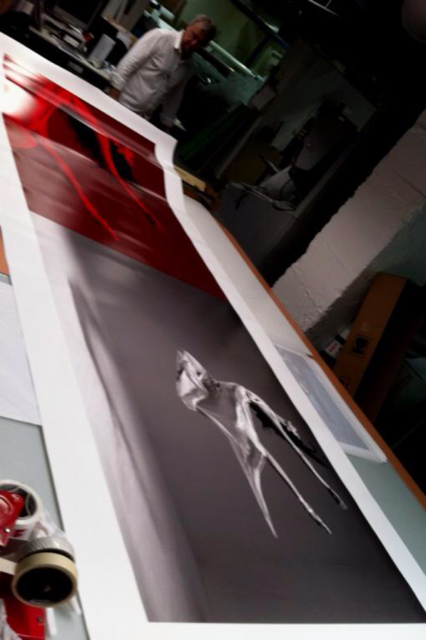
Dorothée Gilbert par Philippe Robert (2008). Tirage de la photographie dans l'atelier de Yonnel Leblanc (2013)

Le début de l'année 2013 la voit reprendre Giselle à Sydney lors de la tournée de l'Opéra en Australie.
Elle est invitée au Marinsky de Saint-Pétersbourg, pour danser le 2e acte de La Bayadère avec Vladimir Shkylarov et termine la saison par sa prise de rôle dans La Sylphide aux côtés de Mathieu Ganio.
Elle est également soliste dans des chorégraphies plus contemporaines comme Genus de Wayne McGregor, Artifact Suite ou The Vertiginous Thrill of Exactitude de William Forsythe.
L'été 2014, elle fait partie de la tournée du groupe de Benjamin Pech au Japon où elle interprète l'Adage à la rose et Amoveo de Benjamin Millepied à Nagoya, et Trois Préludes ainsi que In the Night à Tokyo.
Lors de la rentrée 2014, elle reprend Études à l'Opéra de Paris avec Josua Hoffalt et Karl Paquette, spectacle qui donnera lieu à une captation.
Le 27 septembre, invitée du gala Étoiles du XXIe siècle au Kremlin, elle y interprète un pas de deux de Roméo et Juliette en compagnie de Josua Hoffalt.
À l'Opéra de Paris, elle reprend ensuite en décembre Casse-Noisette avec Mathieu Ganio. Puis, le 28 décembre, elle crée à Florence Tristan und Isolde de Giorgio Mancini, avec Mathieu Ganio.
En janvier 2015, elle participe à l'entrée au répertoire de l'Opéra de Paris du Chant de la terre de Neumeier.
Mai 2015 la voit prendre le rôle de Manon dans L'histoire de Manon de Kenneth MacMillan, auprès de Josua Hoffalt et du jeune Hugo Marchand. Sa saison à l'Opéra se termine par une reprise de L'Anatomie de la sensation, ainsi que de nombreux galas à Moscou (Bolchoï-Benois de la danse), Ravello, Shangaï...

## Style
Louée pour sa technique hors pair et la qualité de son travail typique de l'école française, elle est depuis régulièrement invitée dans des galas internationaux. 

## Vie privée
Dorothée Gilbert a été mariée avec Alessio Carbone, premier danseur au ballet de l'Opéra de Paris.
Elle est maintenant mariée avec le photographe français James Bort, rencontré lors d'un shooting photo dans le cadre de sa collaboration avec la maison Repetto. En 2014, elle donne naissance à une fille, Lily Bort,.

## Activités parallèles
« La mode me plaît, m'amuse et en même temps je prends ce rôle au sérieux ». Dorothée Gilbert prête régulièrement son image pour des séries de mode des magazines tels que L'Express Styles (photographiée avec les autres danseuses étoiles par Philippe Robert en 2008 ; Gianluca Fontana en 2014), Madame Figaro ou encore M le magazine du Monde (série mettant en images les danseurs et danseuses étoiles, photographiés par Sean & Seng en 2015). Elle évoque ainsi son intérêt pour l'univers de la photographie de mode : « Je trouve fascinant le monde de la publicité, comme toutes les femmes je pense. J'aime bien la mode, j'aime quand les femmes sont sublimées sur les photos, quand elles sont vraiment mises en valeur dans des vidéos. Je trouve ça beau, c'est une œuvre d'art aussi. Et puis c'est toujours agréable pour une femme de se voir belle. On ne s'aime pas forcément au quotidien. Le fait de se voir sur de belles photos, bien maquillée, bien préparée, bien mise en valeur, avec de beaux éclairages, c'est agréable. »
En 2012, elle devient, après la danseuse étoile et chorégraphe Marie-Agnès Gillot, l'égérie de la maison Repetto et en 2013 l'ambassadrice de son premier parfum. Elle justifie ainsi son choix de collaborer avec la marque : « Quand on est danseuse étoile, en dehors du cercle restreint des spectateurs assidus, on reste anonyme. Devenir l’ambassadrice de Repetto, ça me rend visible mais ça rend aussi la danse visible. Or plus on en parlera, moins il y aura de clichés. »
Elle devient l'égérie de la marque Piaget le 1er avril 2015.
Le statut d'étoile liant les danseurs à l'Opéra, le choix des partenaires se fait, comme elle le souligne dans un entretien, avec l'accord de l'institution : « Mon image est liée à l'Opéra, je ne peux pas faire de la pub pour n'importe quoi, parce que je représente une Maison qui a une certaine image de luxe. C'est normal que la direction ait un certain regard sur ce que l'on fait à l’extérieur. »

## Récompenses
- 2002 : Prix de l'AROP
- 2004 : Prix du Cercle Carpeaux
- 2006 : Prix Ballet 2000
- 2006 : Prix Léonide Massine
- 2009 : Prix Benois de la danse pour son rôle de Lise dans La Fille mal gardée
- 2022 : Prix de meilleure interprète du Prix du Syndicat de la critique[18]

## Distinctions
2014 : Chevalier de l’ordre des Arts et des Lettres
 Commandeur de l'ordre des Arts et des Lettres (2023).

## Répertoire
- La Fille mal gardée : Lise
- Giselle : Giselle, pas de deux des Paysans, une Wili
- Proust ou les intermittences du cœur : Albertine
- Paquita : Paquita
- La Sylphide : Effie, pas de trois de l'Ombre, La Sylphide.
- Les Quatre tempéraments : Sanguin
- Raymonda : Raymonda, Henriette, Clémence
- Onéguine : Tatiana, Prudence
- The Concert : la Ballerine
- Études : la Danseuse Étoile
- La Bayadère : Nikiya, Gamzatti, Ombre
- Le Lac des cygnes : Odette-Odile, pas de trois, danseuse de czardas
- Suite en Blanc : la Cigarette, la Flûte, Thème varié
- Cendrillon : Cendrillon, Printemps, Eté, une des deux soeurs
- Don Quichotte : Kitri, une amie de Kitri, une Demoiselle d'honneur
- La Dame aux camélias : Manon Lescaut, Prudence Duvernoy
- Casse-Noisette : Clara
- Carmen : Chef des brigands
- Joyaux : Rubis, Emeraudes
- La Belle au bois dormant : Aurore
- La Petite danseuse de Degas : la Petite danseuse, l'Étoile
- Coppélia : Swanilda/Coppélia
- Roméo et Juliette : Juliette
- Psyché : Psyché
- Histoire de Manon : Manon

## Filmographie
- Carmen (la Chef brigand), avec Clairemarie Osta, Nicolas Le Riche et les danseurs de l'Opéra de Paris.
- Cendrillon (l'Eté), avec Agnès Letestu, Laëtitia Pujol, José Martinez, Wilfried Romoli et les danseurs de l'Opéra de Paris.
- Cendrillon (Une des deux soeurs), avec Valentine Colasante, Ludmila Pagliero, Karl Paquette et les danseurs de l'Opéra de Paris.
- Don Quichotte (Kitri), avec Karl Paquette et les danseurs de l'Opéra de Paris.
- Le Lac des Cygnes (Pas de trois et petits Cygnes), avec Agnès Letestu, José Martinez, Karl Paquette et les danseurs de l'Opéra de Paris.
- La Dame aux Camélias (Prudence Duvernoy), avec Agnès Letestu, Delphine Moussin, Stéphane Bullion, José Martinez et les danseurs de l'Opéra de Paris.
- Giselle (Giselle), avec Mathieu Ganio, Valentine Colasante, et les danseurs de l'Opéra de Paris.
- Hommage à Jerome Robbins (la Ballerine), avec Emmanuel Thibault, Alessio Carbone et les danseurs de l'Opéra de Paris.
- La Petite Danseuse de Degas (l'Étoile), avec Clairemarie Osta, Elisabeth Maurin, Benjamin Pech, José Martinez, Mathieu Ganio et les danseurs de l'Opéra de Paris.
- Coppélia (Swanilda/Coppélia), avec Mathias Heymann, José Martinez et les danseurs de l'Opéra de Paris.
- Raymonda (Clémence), avec Marie-Agnès Gillot, Emilie Cozette, José Martinez, Nicolas Le Riche et les danseurs de l'Opéra de Paris.